# 张𪨧 (明朝)
张崙（1485年—1535年），字堯臣，北直隶顺天府大兴县人，明朝世袭英国公，宁阳恭靖王张懋之孙。

## 生平
正德十年（1515年），袭爵英国公，十二年坐奋武营管操。
嘉靖十四年（1535年）去世，追赠太保，谥号庄和。

## 家族
- 嫡妻游芝（1490年—1508年），駙馬都尉游泰之女[2]。
- 側室曾氏[3]，生子张溶，襲英國公。